# Liz Smith
Betty Gleadle,OBE, (Scunthorpe, Inglaterra; 11 de diciembre de 1921 - Worthing, Inglaterra; 24 de diciembre de 2016), conocida como Liz Smith, fue una actriz inglesa conocida por sus papeles de Annie Brandon en I Didn't Know You Cared, las hermanas Bette y Belle en 2point4 Children, Norma Speakman en The Royle Family y Letita Cropley en The Vicar of Dibley.

## Biografía
Su madre murió cuando Betty Gleadle tenía 2 años. Posteriormente, su padre se casó con otra mujer que le solicitó cortar todo contacto con su vida anterior, por lo que fue criada por su abuela viuda. Durante la Segunda Guerra Mundial, sirvió en el Servicio de la Mujer de la Marina Real británica.
En 1945, antes de comenzar su carrera, se casó con Jack Thomas; a quien conoció en la India. Tuvieron dos hijos, pero se divorciaron en 1959. En esa època actuó brevemente en el teatro aficionado, pero lo dejó por las obligaciones familiares. Describió este período como muy difícil en su vida, primero por la muerte de su madre, después por el rechazo de su padre, su divorcio (por el cual sufrió dificultades financieras) y la desaprobación social por estar divorciada.

## Carrera
En 1971, a sus 49 años, comienza su carrera con Bleak Moments. Un año después aparece en Emmerdale Farm. Le siguen otras series como Last of the Summer Wine, Seven Faces of Womans, Village Hall, Bootsie and Snudge, No, Honestly, South Riding y Second City Firsts. En 1976 rodó La pantera rosa ataca de nuevo, pero sus escenas fueron eliminadas, aunque posteriormente aparecerían en Tras la pista de la pantera rosa.
En la década de 1980 aparece en series y películas como The French Lieutenant's Woman, Bernie, Play For Today (1970-1984), Agatha Christie's Partners in Crime, en un telefilm basado en la obra de teatro Mesas separadas, One by One, Now and Then y The Lenny Henry Show, High Spirits, A Private Function, en una adaptación televisiva de A Christmas Carol, Rainbow, Bust, When We Are Married, una adaptación de La pequeña Dorrit, Apartment Zero, Singles y  El cocinero, el ladrón, su mujer y su amante.
Durante los años 90 participa, entre otras producciones, en A Bit of Fry and Laurie, Las aventuras del joven Indiana Jones, una adaptación televisiva del Cluedo, El hijo de la pantera rosa, Piccolo grande amore, Pirates, Crapston Villas, Doggin' Around, Casualty, The Vicar of Dibley, Secretos y mentiras y una adaptación en miniserie de Oliver Twist.
A partir del 2000 participa en The Life and Adventures of Nicholas Nickleby, Doctors, Nerón, Charlie y la fábrica de chocolate, Wallace & Gromit: The Curse of the Were-Rabbit haciendo la voz de Mrs. Mulch, Keeping Mum, La flauta mágica de Kenneth Branagh, The Royle Family, Lark Rise to Candleford y su última aparición fue en The Tunnel.
En 2006 publicó su autobiografía Our Betty : scenes from my life. A partir de 2009 debido a sus problemas de salud por su avanzada edad y anunció su retirada.
En 2009 fue nombrada miembro de la Orden del Imperio Británico.
Murió el 24 de diciembre de 2016 en su casa de Worthing, Sussex Occidental, poco después de cumplir 95 años. Shannen Allen, comisionada de comedia de la BBC dijo que Smith había "representado de forma brillante a la abuela que había en la familia de todo el mundo" en su papel de Nana para The Royle Family. Mike Leigh dijo que "era un soplido de aire fresco... no era la típica actriz de mediana edad". El último episodio de la edición de confinamiento de "The Vicar of Dibley" terminó con un mensaje justo antes de los títulos de crédito, donde se podía leer "con cariñoso recuerdo a Liz, John, Emma y Roger" en tributo a ella y también a otros tres miembros fallecidos de la serie (John Bluthal, Emma Chambers y Roger Lloyd-Pack).